# Les Aventures extraordinaires de Bobby
Pour plus de détails, voir Fiche technique et Distribution.
Les Aventures extraordinaires de Bobby (原名 : 刺猬小子之天生我刺) est un film d'animation chinois sorti en Chine le 22 juillet 2016. La version doublée en anglais a été produite aux États-Unis, notamment par Bang Zoom! Entertainment, et diffusée en Amérique du Nord à partir du 15 décembre 2017. Certains pays ont distribué le film sous le titre Bobby le hérisson,.

## Synopsis
Bobby, un hérisson fier et arrogant, est le plus fort de toute la tribu de hérissons. Cependant, lors d’un combat contre "Tie Tui", il se blesse accidentellement, perd la mémoire et se lance dans un voyage mystérieux. Avec l’aide de ses amis, il devra retrouver sa mémoire et sa véritable identité, tout en affrontant divers défis dans un monde mêlant nature et ville.

## Distribution

### Voix originales
| Personnage         | Acteur Original | Doubleur          |
| ------------------ | --------------- | ----------------- |
| Bobby              | Su Shangqing    | Anthony Padilla   |
| Maddox             | Guo Zhengjian   | Ian Hecox         |
| Rose               | Yan Mengmeng    | Jenn McAllister   |
| Hubert             | Tangshui Yu     | Jon Heder         |
| Dr Thinkman        | -               | Chevy Chase       |
| Chef Quill         | Zhou Zhiqiang   | Stephen Mendel    |
| Scott              | Lu Zhixing      | Max Mittelman     |
| Leila              | -               | Kari Wahlgren     |
| Guerrier           | Liu Chao        | Patrick Seitz     |
| Équipe A.C. #1     | -               | Keith Silverstein |
| Équipe A.C. #2     | -               | Lex Lang          |
| Équipe A.C. 3      | -               | Imari Williams    |
| Chasseur d'animaux | -               | Kyle Hebert       |
| Bébé hérisson      | -               | Michelle Ruff     |
| Scientifique       | -               | Todd Haberkorn    |

#### Voix additionnelles
- Vernon Dew
- Katelyn Gault
- Andi Gibson
- Liisa Lee
- Julia McIlvaine
- Shannon McKain
- Jay Preston
- Dave Wallace[5]

## Production
Ce film a été produit en Chine en 2016, avec une sortie en salles en juillet 2016. La version doublée en anglais a été enregistrée aux États-Unis, avec la supervision de Kathy Pilon. La création du film a été dirigée par le réalisateur Huang Jianming, avec une équipe qui a travaillé plus de 10 ans pour finaliser le projet.

## Réception
Le film a reçu un accueil favorable pour ses visuels soignés, son humour et ses thèmes de courage et d’affirmation de soi. La critique a souligné la qualité de l’animation, notamment la représentation réaliste des plumes du hérisson. Son message positif sur l’identité personnelle et le courage a touché un large public familial.

## Sorties vidéo
Le film a été distribué en vidéo en 2018 par Lionsgate Home Entertainment aux États-Unis, en format NTSC.